# Jüdischer Friedhof Hüls (Aachen)

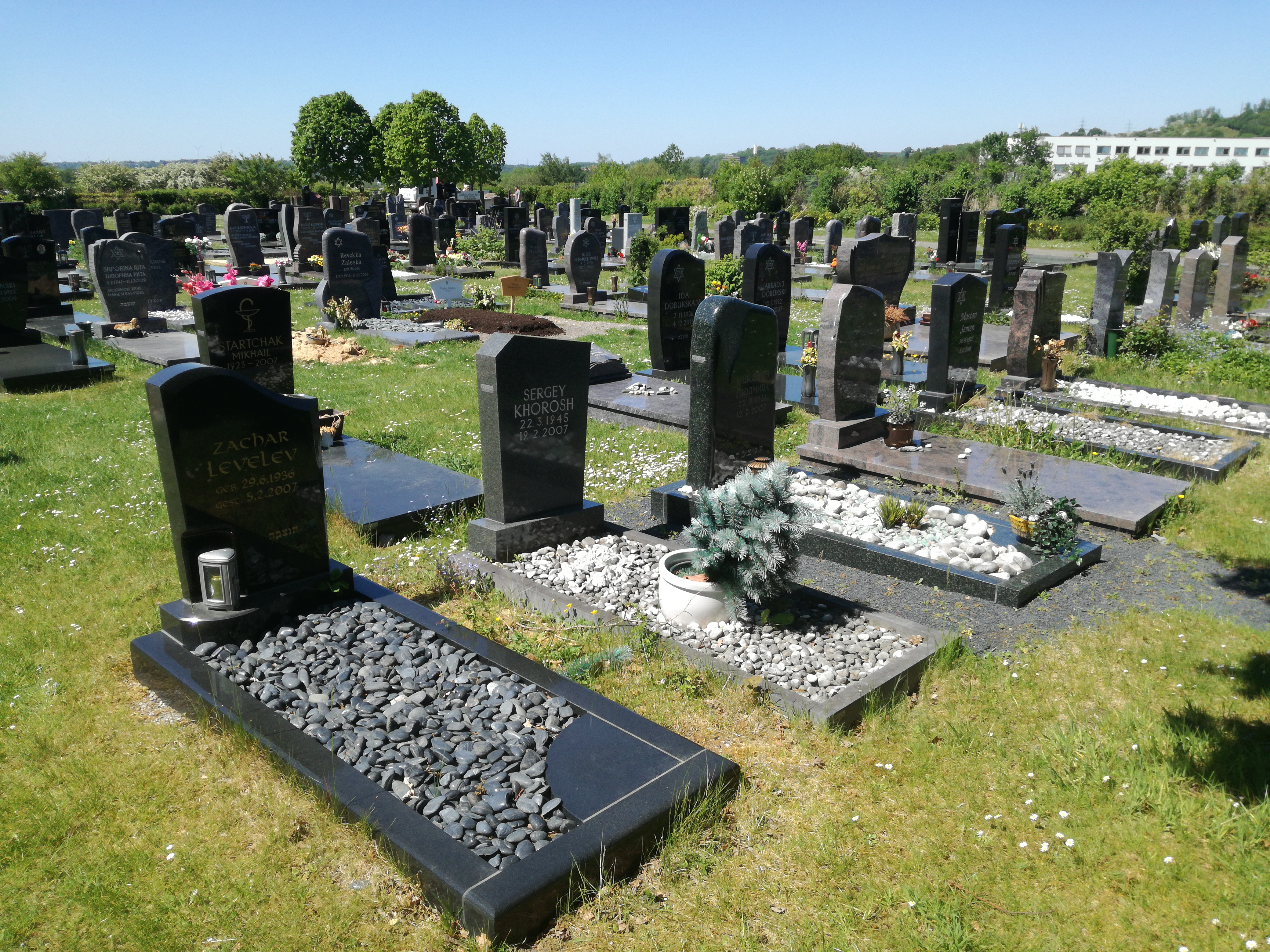
Der Jüdische Friedhof Hüls

Der Jüdische Friedhof Hüls liegt in Aachen in Nordrhein-Westfalen.
Der jüdische Friedhof liegt auf der Hüls an der Wilmersdorfer Straße als abgegrenzter Teil des städtischen Friedhofs mit einer Fläche von 6.800 m². Der neu angelegte Begräbnisplatz wurde am 19. November 2007 eingeweiht.
Insgesamt befinden sich fünf Flurstücke auf dem Friedhof, die durch Wege abgegrenzt und in Grabfeldern unterteilt werden. Vorgesehen sind in diesen Grabfeldern folgende Grabarten:
- Einzelreihengrabstätten (nach Reihe und Grabnummer nummeriert)
- Doppelreihengrabstätten
- Mischehenfeld (nicht jüdische Ehefrauen jüdischer Männer)
- Mischehenfeld (nicht jüdische Ehemänner jüdischer Frauen)

Die Vergabe des Nutzungsrechtes auf diesem neuen Friedhof obliegt auf Grund der Friedhofssatzung der Stadt Aachen der jüdischen Gemeinde.